# Euptychia cantheus
Euptychia cantheus är en fjärilsart som beskrevs av Jean Baptiste Godart 1821. Euptychia cantheus ingår i släktet Euptychia och familjen praktfjärilar. Inga underarter finns listade i Catalogue of Life.